# Hasta que vuelvas
Hasta que vuelvas es el séptimo álbum de estudio del cantante mexicano José José. Fue lanzado al mercado bajo el sello discográfico RCA Víctor en 1973. El álbum estuvo producido por segunda ocasión por Eduardo Magallanes, con quien ya había trabajado en el álbum anterior Cuando tú me quieras (1972). Continúa la racha de éxitos del príncipe, principalmente con canciones como Hasta que vuelvas, Tus ojos, Contigo en la distancia, Quisiera ser y Mañana no

## Lista de canciones[1][2]
| Hasta que vuelvas |                           |                                 |          |  |
| N.º               | Título                    | Escritor(es)                    | Duración |  |
| 1.                | «Hasta que vuelvas»       | Felipe Gil · Mario Arturo Ramos | 3:42     |  |
| 2.                | «En ti»                   | Antonio Flores                  | 4:42     |  |
| 3.                | «Mañana no»               | Luis Rivero                     | 3:13     |  |
| 4.                | «Yo te amaré»             | Ernesto Cortázar                | 3:11     |  |
| 5.                | «Déjame volver»           | Felipe Gil · Mario Arturo Ramos | 3:42     |  |
| 6.                | «Tus ojos»                | Rafael Acosta                   | 3:20     |  |
| 7.                | «Contigo en la distancia» | César Portillo de la Luz        | 3:38     |  |
| 8.                | «Ya viví»                 | Manuel Merodio                  | 2:41     |  |
| 9.                | «Ese hombre sin ti»       | Eduardo Magallanes              | 2:43     |  |
| 10.               | «Quisiera ser»            | Mario Clavell                   | 2:47     |  |

## Créditos y personal[1][2]
- José José - Voz
- Jean Poll - Arreglos y dirección en pistas de la 1 a la 5.
- Eduardo Magallanes - Arreglos y dirección en pistas de la 6 a la 10, dirección artística y producción.
- Gustavo A. González - Ingeniería de sonido
- Los Klainer - Coros
- Luis Arias - Diseño